# Paul Wehage
Paul Wehage (né le 2 avril 1963 à Grand Forks, Dakota du Nord, États-Unis) est un compositeur, chef d'orchestre, saxophoniste et musicologue américain.

## Biographie
Paul Wehage a étudié à l'Université du Texas à Austin avant d'entrer au Conservatoire de Paris où il a remporté un Premier prix de saxophone en 1990. Parallèlement, il a suivi des cours privés avec la soprano française Renée Mazella.
Wehage a commencé sa carrière professionnelle comme concertiste, dans différents ensembles de musique français et américains. Sa collaboration avec Jean Françaix a donné naissance à plusieurs œuvres nouvelles, telle la version pour saxophone soprano et orchestre de L'Horloge de Flore, la version pour trois solistes vocaux et quatuor de saxophones de la comédie musicale L'Apostrope et la dernière œuvre de Jean Françaix Neuf Historiettes de Tallemand des Réaux pour voix de baryton, saxophone ténor et piano. Antoine Tisné, Gian Paolo Chiti, Jeffrey Stolet ont été parmi les nombreux compositeurs qui ont écrit des œuvres pour Wehage.
Ses travaux musicologiques sur l'œuvre de Germaine Tailleferre ont révélé des aspects surprenants sur l'œuvre et la vie de ce compositeur, et également sur le devenir des œuvres de Tailleferre après sa mort. Paul Wehage a orchestré deux œuvres laissées en réduction pour piano : Trois Études pour piano et orchestre et Sous les remparts d'Athènes, musique de scène pour la pièce de Paul Claudel. Actuellement, Wehage travaille à la reconstruction de l'opéra Il était un petit navire (livret d'Henri Jeanson).
Parmi les œuvres les plus notables de Paul Wehage, citons son Stabat Mater pour chœur de femmes, le Concerto pour saxophone alto et orchestre, une série d'œuvres pour saxophone et piano, dont Royanji pour saxophone contrebasse et piano, les Palissades mystérieuses pour saxophone alto et piano, et également des œuvres pour instrument solo, orgue, piano, orchestre d'harmonie et différents ensembles. Wehage est aussi connu pour sa série de transcriptions pour saxophone d'œuvres de Bach.

## Liste d'œuvres principales
- "Artemis" pour piccolo
- "Concert Fantasy" sur « Jingle Bells » pour orchestre d'harmonie
- "Concerto pour saxophone alto et orchestre"
- "Hommage à Duras" pour saxophone alto seul
- "Idylle" pour trompette, quatuor à cordes et orgue
- "Lucy’s Song" pour soprano, chœur SATB et orgue (texte en anglais de Charles Dickens)
- "Maïa" pour flûte et harpe
- "Marche Burlesque" pour saxophone basse (ténor) et piano
- "Motet" pour 5 saxophones altos (clarinettes, quintette à cuivres, orchestre à cordes)
- "Nara" pour trompette et orgue
- "Nocturne" pour Harpe
- "Les Palissades Mystérieuses : Thème et sept variations sur un thème civique" pour saxophone alto et piano
- "Prelude, Toccata et Fugue" pour saxophone alto et orgue
- "Questions Personnelles" pour voix moyen et piano (texte en français de Jean-Thierry Boisseau)
- "Responsio : Six Suites" pour saxophone seul
- "Ryoanji" pour saxophone contrebasse (contrebasson) et piano
- "Scènes de Ballet" pour orchestre d'harmonie
- "Six Essays" pour saxophone seul (jeunes interprètes)
- "Sonate" pour saxophone alto et piano
- "Sonata da Chiesa" pour orgue
- "Sonata Eroica" pour trombone et piano
- "Sonate en forme de Trio" pour hautbois, clarinette et basson
- "Sonatine" pour deux saxophones identiques
- "Stabat Mater" pour chœur féminin ou mixte a cappella
- "Symphonie no. 1 : Dreamscapes" pour grande orchestre
- "Suite en Quatre Mouvements" pour harpe
- "Suite Latignacienne" pour orgue
- "Vacation Snapshots" pour trompette et piano (jeunes interprètes)
- "Three Canonic Inventions" pour saxophone alto et saxophone ténor

## Œuvres écrites pour Paul Wehage
- Jean-Thierry Boisseau
  - "Arlequin" pour saxophone soprano et piano
  - "Incantation I" pour voix de soprano, saxophone alto et orgue
  - "Nocturne - In Memoriam Antoine Tisné" pour saxophone soprano solo
  - "Sonatine" pour saxophone soprano et piano
  - "Suite Transcaucassienne" pour saxophone alto solo

- Edmond J. Campion
  - "Rounds" pour saxophone alto et bande

- Gian Paolo Chiti
  - "Concertino" pour saxophone ténor et octuor de violoncelles
  - "Troppi per Chartres" pour saxophone alto et quatuor à Cordes

- Gloria Coates
  - "Reaching for the Moon" pour saxophone alto solo
  - "Nightmusic" pour saxophone ténor, piano et percussion ad libitum

- Carson Cooman
  - "Ancient Airs" pour saxophone soprano solo
  - "As to the Sun" pour saxophone alto solo
  - "Dances of the Holy Fool: Sonata" pour saxophone alto et piano
  - "In The Fire of Images: Three Etudes" pour saxophone alto et piano
  - "Of Songs and Swirls: Four Lyric Pieces" pour saxophone soprano et piano
  - "Passion Canticle" for saxophone soprano et carillon tubulaire
  - "Silent Prisms: Meditation" pour saxophone ténor et piano

- Jean Françaix
  - "L'Apostrophe", comédie musicale, version pour trois voix et quatuor de saxophones SATB
  - "L'Horloge de Flore", version pour saxophone soprano et orchestre
  - "Huit Historiettes de Tallemand des Réaux" pour voix de baryton, saxophone ténor et piano (dernière œuvre de Jean Françaix)
  - "Prélude, Sarabande et Gigue", version for saxophone soprano et piano
  - "Tema con Variazioni", version pour saxophone alto et piano

- Philip Goddard
  - "The Seen and the Unseen" pour saxophone alto, saxophone ténor et piano

- Pascale Jakubowski
  - "Concertino" pour saxophone soprano et octuor de violoncelles
  - "Deux Préludes" pour saxophone alto seul
  - "Ibéji V" pour saxophone alto et accordéon

- Joseph-François Kremer
  - "Saxophonie I" pour saxophone soprano
  - "Saxophonie II - Sazeriphonie" pour saxophone soprano
  - "Symphonie à Quatre", version pour flûte, saxophone alto, violoncelle et piano

- Ivana Loudova
  - "Ad Caelestem Harmoniam" pour octuor de violoncelles et voix céleste (orgue) (saxophone soprano à la création)

- Elmir Mirzoev
  - "Bahir" pour saxophone alto, clarinette basse, basson et orgue

- Sally Reid
  - "Fiuggi Fanfare" pour saxophone soprano et quatuor de saxophones SATB

- Indra Rise
  - "Three Episodes from Springtime" pour saxophone alto (saxophone soprano) et accordéon

- Magaly Ruiz (en)
  - "Danzon" pour saxophone alto solo

- Ludovic Selmi
  - "Pleine Lune" pour saxophone alto et octuor de violoncelles

- Jeffrey Stolet
  - "Frankenstein", opéra pour soprano, ténor et baryton, saxophone alto, piano, quatuor à cordes et électro-acoustique
  - "Frankenstein Concerto" pour saxophone alto et orchestre
  - "The Hildegarde Game" pour deux sopranos, baryton, quatuor de saxophones SATB, harpe et électro-acoustique
  - "Deux pièces extraites de "To Eat the Last Messiah" pour saxophone alto et bande

- Antoine Tisné
  - "De la nuit à l'aurore" pour saxophone soprano et orchestre à cordes
  - "Labyrintus Sonorus" pour quatuor de saxophones SATB
  - "Monodie I pour Un Espace sacré" pour saxophone soprano solo
  - "Monodie II pour Un Espace sacré" pour saxophone alto solo
  - "Monodie V pour Un Espace sacré pour saxophone alto solo
  - "Offertorium pour Chartres" pour saxophone alto et quatuor à cordes
  - "Ombres de feu" pour saxophone alto et orchestre ou piano

- Sara Torquati
  - "SaxSolo" pour saxophone alto solo

- Joelle Wallach
  - "Sweet Briar Elegies" pour saxophone soprano et octuor de violoncelles

- Kate Waring
  - "Dadelus Sonata" pour saxophone soprano et piano

- Linda Worsley
  - "Gymnopédie" pour saxophone soprano et quatuor de saxophones SATB
  - "Miramonte Suite" pour saxophone soprano et piano

## Discographie sélective
- "Antoine Tisné - Ombres de Feu" Wehage/Svarovsky/Brno Phil. Orch Rem REM311279 June 1996
- "Paul Wehage - Intégral des Suites de Violoncelles de J. S. Bach" Musik Fabrik Catalog: mfcd001-002 Audio CD (2002)
- "A New Look At Counterpoint" (Wehage performs Steve Reich's "New York Counterpoint") Amiata Records Catalog: #496 Audio CD (1997)
- "Saxofolies" Epm Musique Catalog: #1131 (1990)
- Pierre Vellones - Concerto en fa, Rastelli, Prélude et Rondo français, Sevillanes, Divertissement persan, par Paul Wehage, l’Orchestre de la Radio et télévision de Cracovie, dir. José Maria Florencio jr. APV.1999-002